# Almásfüzitő
Almásfüzitő – miejscowość i gmina na Węgrzech. Powierzchnia gminy wynosi 8,19 km², a liczba mieszkańców 2250 (styczeń 2011).

## Położenie
Miejscowość ta leży w komitacie Komárom-Esztergom, nad Dunajem. Mieści się w niej huta aluminium, a także rafineria ropy naftowej, zbombardowana podczas II wojny światowej.